# Condylocarpon isthmicum
Condylocarpon isthmicum är en oleanderväxtart som först beskrevs av José Mariano da Conceição Vellozo och som fick sitt nu gällande namn av A.Dc.. Condylocarpon isthmicum ingår i släktet Condylocarpon och familjen oleanderväxter. Inga underarter finns listade i Catalogue of Life.